# Marius Jaccard
Marius Jaccard (Genève, 27 maart 1898 - Pully, 19 januari 1978) was een Zwitsers ijshockeyer. Hij nam deel aan de Olympische Zomerspelen van 1920 in Antwerpen en de Olympische Winterspelen van 1924 in Chamonix.

## Biografie
Marius Jaccard was een van de 77 Zwitserse deelnemers aan de Olympische Zomerspelen van 1920. Hij maakte deel uit van de Zwitserse nationale ploeg in het ijshockey op deze Spelen. Na een zware 29-0-nederlaag tegen de Verenigde Staten verloren hij en zijn team later ook de bronzen finale tegen Zweden met 4-0.
Vier jaar later maakte Marius Jaccard deel uit van de Zwitserse nationale ijshockeyploeg die deelnam aan de Olympische Winterspelen van 1924 in Chamonix.
| Jaar | Spelen    | Team | Onderdeel     | Resultaat | Prestatie                                                                          |
| ---- | --------- | --- | ------------- | --------- | ---------------------------------------------------------------------------------- |
| 1920 | Antwerpen | Marius Jaccard teamgenoten: Rodolphe Cuendet Louis Dufour jr. Louis Dufour sr. Max Holzboer Bruno Leuzinger Paul Lob René Savoie Walter von Siebenthal Max Sillig                                                    | ijshockey (m) | 5e        | kwartfinale: V van Verenigde Staten: 29-0 bronzen finale: V van Zweden: 4-0        |
| 1924 | Chamonix  | Marius Jaccard teamgenoten: Bruno Leuzinger Walter von Siebenthal Donald Unger Edouard Mottier René Savoie Max Holzboer Edouard Filliol Fred Auckenthaler Ernest Jacquet Peter Müller André Verdeil Louis Dufour jr. | ijshockey (m) | 7e        | groepsfase: V van SWE: 9-0 groepsfase: V van CAN: 33-0 groepsfase: V van TCH: 11-2 |